# Krautergersheim
Krautergersheim is een gemeente in het Franse departement Bas-Rhin (regio Grand Est). De plaats maakt deel uit van het arrondissement Sélestat-Erstein. Krautergersheim telde op 1 januari 2022 1.767 inwoners.

## Geografie
De oppervlakte van Krautergersheim bedroeg op 1 januari 2022 6,37 vierkante kilometer; de bevolkingsdichtheid was toen 277,4 inwoners per km².

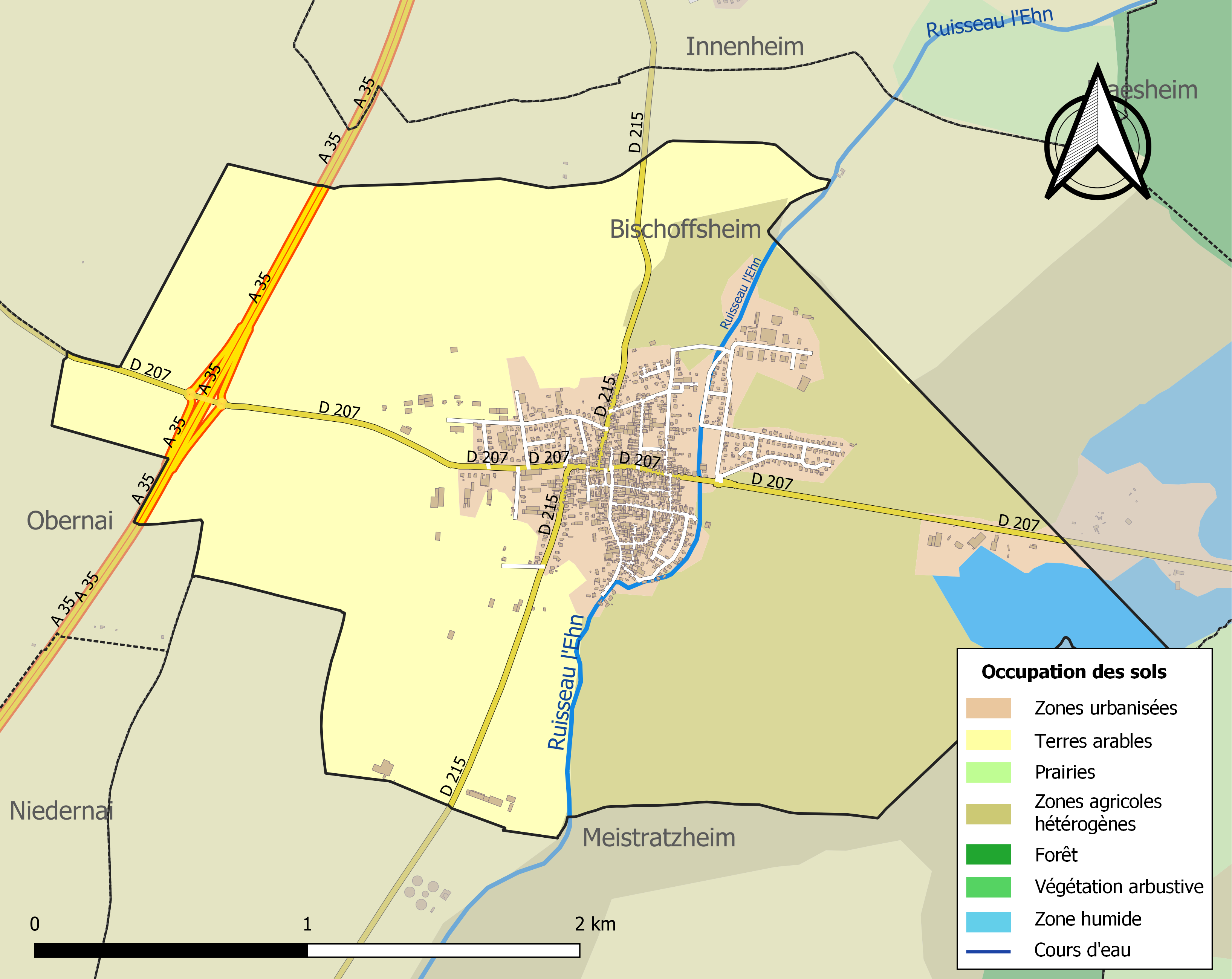
Kaart van de gemeente met de belangrijkste infrastructuur, bodemgebruik en omliggende gemeenten

## Demografie
Onderstaande figuur toont het verloop van het inwonertal (bron: INSEE-tellingen).